# Domkraft

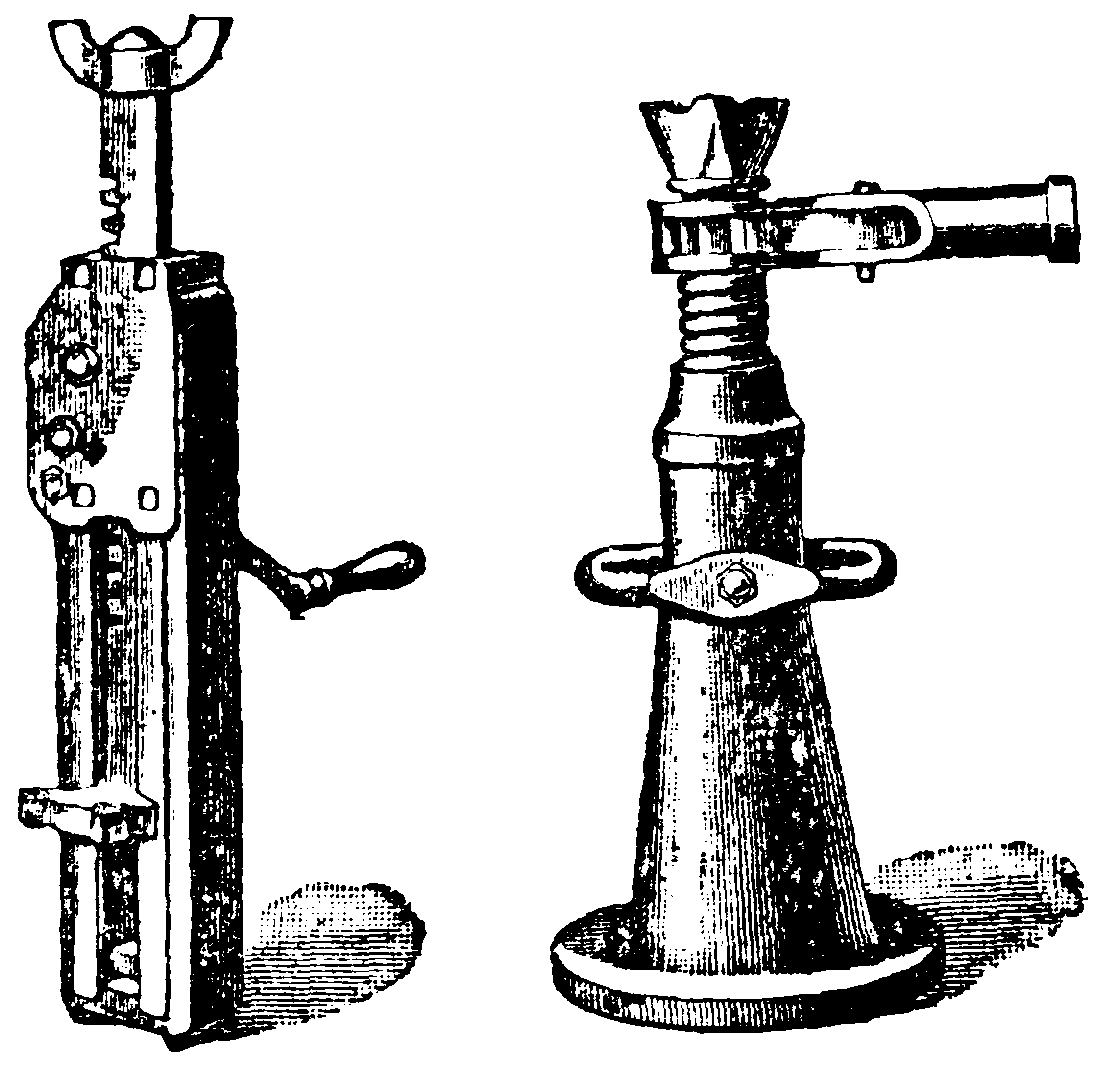
Två domkrafter av mekanisk typ

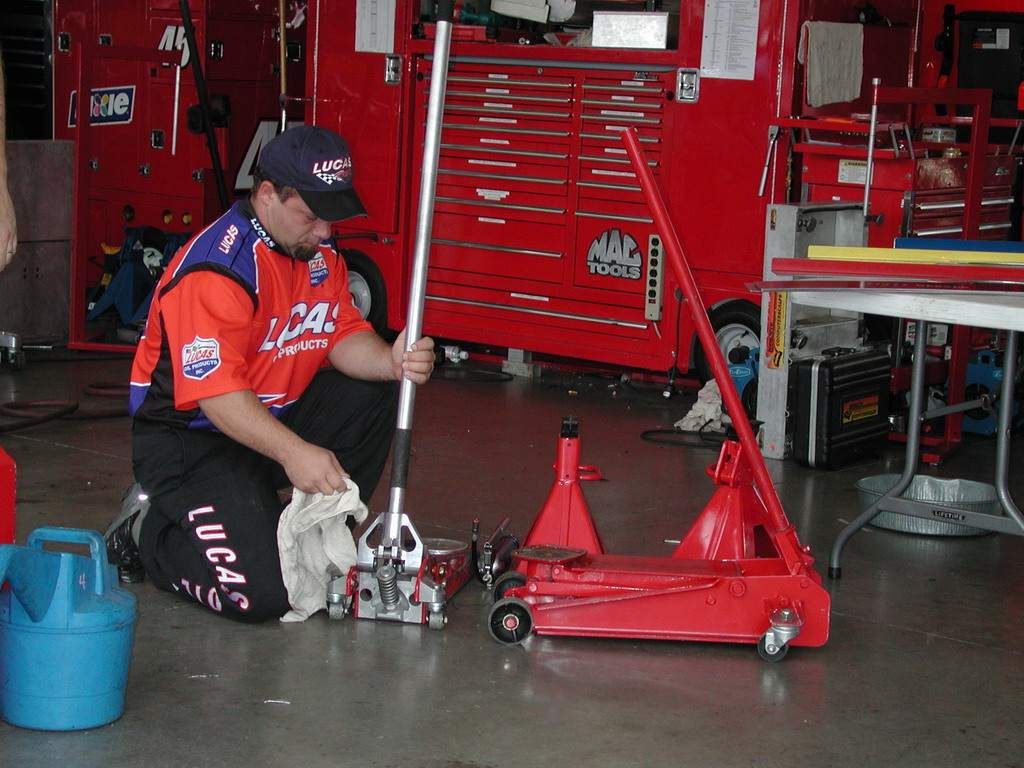
Två hydrauliska garagedomkrafter

Domkraft är ett verktyg som används för att lyfta tunga saker över korta distanser. En domkraft finns tillsammans med reservdäck i många bilar. Den är oftast optimerad med tanke på storleken. Domkraft för förvaring i bil är oftast mekanisk, det vill säga drivs av en vev som genom en kuggväxel eller en gänga lyfter bilen. Hos en del bilmodeller finns en typ av domkraft som bara passar till det egna bilmärket eller den egna bilmodellen. 
Det finns även domkrafter som ej är avsedda att ha i bilen utan är av kraftigare modell, så kallade garagedomkrafter. Dessa är ofta av hydraulisk typ, vilket innebär att användaren pumpar upp ett tryck som via hydraulik övergår till lyftplattan. Även skruvdomkrafter klarar stora laster och ger en linjär rörelse.
Ordet "domkraft" finns belagt i svenskan sedan 1691.